# WB Games Montréal
WB Games Montréal is een Canadees computerspelontwikkelaar gevestigd in Montreal. Het bedrijf werd in 2010 opgericht als een nieuwe ontwikkelstudio van Warner Bros. Interactive Entertainment.

## Ontwikkelde spellen
| Release | Titel                                 | Platform                                |
| ------- | ------------------------------------- | --------------------------------------- |
| 2012    | Batman: Arkham City - Armored Edition | Wii U                                   |
| 2013    | Lego Legends of Chima Online          | Windows                                 |
| 2013    | Batman: Arkham Origins                | PlayStation 3, Wii U, Windows, Xbox 360 |